# Ормонд, Джулия
Джу́лия Кэ́рин О́рмонд (англ. Julia Karin Ormond; род. 4 января 1965) — британская актриса кино и телевидения французского происхождения, лауреатка премии «Эмми» в 2010 году.

## Биография
Джулия Ормонд родилась в Эпсоме (Суррей, Англия) в семье техника-лаборанта Джозефины Ормонд и программиста Джона Ормонда.

## Карьера
Джулия Ормонд обучалась актёрскому мастерству в Лондоне в Академии драматического искусства имени Веббера Дугласа, которую она окончила в 1988 году. В начале карьеры она снялась в телефильмах «Молодая Екатерина» (1991) и «Сталин» (1992), а в 1993 году дебютировала на большом экране в европейском фильме «Дитя Макона». В следующем году она снялась вместе с Брэдом Питтом в американском фильме «Легенды осени».
В 1995 году Ормонд сыграла главные женские роли в двух голливудских фильмах: «Первый рыцарь» и «Сабрина», ставшими наибольшим успехом в карьере актрисы. В 1997 году после успеха с этими ролями Джулия Ормонд сыграла главную роль в провальном триллере «Снежное чувство Смиллы», который при бюджете в 35 миллионов долларов собрал лишь два. В 1998 году вышел фильм Никиты Михалкова «Сибирский цирюльник», в котором она снялась в главной женской роли.
Начиная с конца девяностых, Джулия Ормонд в основном появляется на телевидении, в театре и независимых фильмах, а также периодически исполняет роли второго плана в крупных лентах, таких, как «Че», «Загадочная история Бенджамина Баттона» и «7 дней и ночей с Мэрилин». В 2001 году она получила премию Лоренса Оливье за роль в пьесе «Моя цинковая кровать».
На телевидении Ормонд имела второстепенные роли в телесериалах «C.S.I.: Место преступления Нью-Йорк», «Закон и порядок: Преступное намерение», «Сестра Джеки» и «Безумцы». Она выиграла премию «Эмми» за лучшую женскую роль второго плана в мини-сериале или фильме за роль в телефильме 2010 года «Тэмпл Грандин». С 2013 года по 2014 год Ормонд играла главную роль в телесериале канала Lifetime «Ведьмы Ист-Энда».
В 2016 году снялась в первом сезоне американского телесериала «Корпорация», исполнительными продюсерами которого являются Бен Аффлек и Мэтт Дэймон.

## Личная жизнь
Джулия Ормонд вышла замуж за актёра Рори Эдвардса в 1989 году, однако в 1994 году они разошлись. В 1999 году она вступила в брак с политическим активистом Джоном Рубином и осенью 2004 года родила дочь.
Ормонд была активисткой движения против торговли людьми с середины 1980-х годов, а с недавних пор[когда?] сотрудничает с Комиссией по контролю за оборотом наркотиков и предотвращению преступлений при ООН. Она также поддерживает неправительственную организацию «Трансатлантические партнёры против СПИДа», которая пытается повысить осведомлённость жителей России и Украины об угрозе СПИДа. 2 декабря 2005 года Джулия Ормонд стала послом доброй воли ООН.

## Фильмография

### Фильмы
| Год  | Название на русском                        | Название на английском              | Роль                         | Примечания                                                                                      |
| ---- | ------------------------------------------ | ----------------------------------- | ---------------------------- | ----------------------------------------------------------------------------------------------- |
| 1993 | Дитя Макона                                | The Baby of Mâcon                   | дочь                         |                                                                                                 |
| 1994 | Нострадамус                                | Nostradamus                         | Мари                         |                                                                                                 |
| 1994 | В западне                                  | Captives                            | Рэйчел Клиффорд              |                                                                                                 |
| 1994 | Легенды осени                              | Legends of the Fall                 | Сюзанна Финкэннон            |                                                                                                 |
| 1995 | Первый рыцарь                              | First Knight                        | Гвиневра                     |                                                                                                 |
| 1995 | Сабрина                                    | Sabrina                             | Сабрина Фейрчайлд            |                                                                                                 |
| 1997 | Снежное чувство Смиллы                     | Smilla’s Sense of Snow              | Смилла Ясперсен              |                                                                                                 |
| 1998 | Сибирский цирюльник                        | The Barber of Siberia               | Джейн Кэлэген-МакКрекен      |                                                                                                 |
| 2000 | Мошенники                                  | The Prime Gig                       | Кейтлин Карлсон              |                                                                                                 |
| 2003 | Сопротивление                              | Resistance                          | Клэр Дюссес                  |                                                                                                 |
| 2006 | Внутренняя империя                         | Inland Empire                       | Дорис Сайд                   |                                                                                                 |
| 2007 | Я знаю, кто убил меня                      | I Know Who Killed Me                | Сьюзан Флеминг               |                                                                                                 |
| 2008 | Наблюдение                                 | Surveillance                        | Элизабет Андерсон            |                                                                                                 |
| 2008 | Че: Часть первая                           | Che: Part One                       | Лиза Ховард                  |                                                                                                 |
| 2008 | Кит Киттредж: Загадка американской девочки | Kit Kittredge: An American Girl     | Маргарет Киттреддж           |                                                                                                 |
| 2008 | Заговор в Эскориале                        | La conjura de El Escorial           | Принцесса Эболи              |                                                                                                 |
| 2008 | Загадочная история Бенджамина Баттона      | The Curious Case of Benjamin Button | Кэролайн                     | Номинация — Премия Гильдии киноактёров США за лучший актёрский состав в игровом кино            |
| 2010 | Тэмпл Грандин                              | Temple Grandin                      | Юстейси Грандин (мать Темпл) | Номинация — Премия Гильдии киноактёров США за лучшую женскую роль в телефильме или мини-сериале |
| 2011 | Музыка продолжала играть                   | The Music Never Stopped             | Дайан Дейли                  |                                                                                                 |
| 2011 | Лужайка                                    | The Green                           | Карен                        |                                                                                                 |
| 2011 | Альбатрос                                  | Albatross                           | Джоа                         |                                                                                                 |
| 2011 | 7 дней и ночей с Мэрилин                   | My Week with Marilyn                | Вивьен Ли                    |                                                                                                 |
| 2012 | На цепи                                    | Chained                             | Сара Фиттлер                 |                                                                                                 |
| 2013 | Группировка «Восток»                       | The East                            | Пейдж Уильямс                |                                                                                                 |
| 2013 | Взорванное Солнце                          | Exploding Sun                       | Джоан Элиас                  |                                                                                                 |
| 2013 | Ведьмы Ист-Энда                            | Witches of East End                 | Джоанна Бошан                |                                                                                                 |
| 2016 | Корпорация                                 | Incorporated                        | Элизабет Краусс              |                                                                                                 |
| 2023 | Домашнее обучение                          | Home education                      | Кэрол                        |                                                                                                 |

### Телевидение
| Год       | Название на русском                   | Название на английском         | Роль                                    | Примечания |
| --------- | ------------------------------------- | ------------------------------ | --------------------------------------- | --- |
| 1989      | Путь героина                          | Traffik                        | Кэролайн Литгоу                         | Мини-сериал |
| 1989      | Столичный город                       | Capital City                   | Элисон                                  | 1 эпизод |
| 1990      | Тайны Рута Ренделла                   | Ruth Rendell Mysteries         | Нора                                    | 3 эпизода |
| 1991      | Молодая Екатерина                     | Young Catherine                | Екатерина                               | Телефильм Номинация — Премия «Джемини» за лучшую женскую роль — мини-сериал, телесериал или фильм                                                                                      |
| 1992      | Сталин                                | Stalin                         | Надежда Аллилуева                       | Телефильм |
| 1999      | Скотный двор                          | Animal Farm                    | Джесси                                  | Телефильм, озвучивание |
| 2001      | Список Вариана                        | Varian’s War                   | Мириам Дэвенпорт                        | Телефильм Премия «Спутник» за лучшую женскую роль второго плана — мини-сериал, телесериал или фильм                                                                                    |
| 2004      | Ангелы с железными зубами             | Iron Jawed Angels              | Инес                                    | Телефильм |
| 2005      | Пляжные девушки                       | Beach Girls                    | Стиви Мур                               | Мини-сериал |
| 2006      | Путь                                  | The Way                        |                                         | Пилот |
| 2007      | Мистер и миссис Смит                  | Mr. and Mrs. Smith             | мать                                    | Пилот |
| 2008-2009 | C.S.I.: Место преступления Нью-Йорк   | CSI: NY                        | заместитель инспектора Джиллиан Уитфорд | 3 эпизода |
| 2010      | Невиновный                            | The Wronged Man                | Джанет Грегори                          | Телефильм |
| 2010      | Тэмпл Грандин                         | Temple Grandin                 | Юстейси Грандин (мать Темпл)            | Телефильм Премия «Эмми» за лучшую женскую роль второго плана в мини-сериале или фильме Номинация — Премия Гильдии киноактёров США за лучшую женскую роль в телефильме или мини-сериале |
| 2010      | Сестра Джеки                          | Nurse Jackie                   | Сара Хоури                              | 3 эпизода |
| 2011      | Закон и порядок: Преступное намерение | Law & Order: Criminal Intent   | доктор Пола Гэнсон                      | 7 эпизодов |
| 2012-2013 | Безумцы                               | Mad Men                        | Мари Кальве                             | 3 эпизода Номинация — Премия «Эмми» в категории «Лучшая приглашённая актриса в драматическом телесериале» (2012)                                                                       |
| 2013-2014 | Ведьмы Ист-Энда                       | Witches of East End            | Джоанна Бошан                           | Регулярная роль, 23 эпизода |
| 2016-2017 | Корпорация                            | Incorporated                   | Элизабет Краусс                         | Регулярная роль, 10 эпизодов |
| 2017      | Говардс-Энд                           | Howards End                    | Рут Уилкокс                             | Регулярная роль, 4 эпизода |
| 2020      | Ходячие мертвецы: Мир за пределами    | The Walking Dead: World Beyond | Элизабет Кублек                         | Главная роль |